# Samuel Huntington
Pour les articles homonymes, voir Samuel Huntington (homme politique) et Huntington.
Samuel Huntington, né le 18 avril 1927 à New York et mort le 24 décembre 2008 à Martha's Vineyard dans le Massachusetts, est un professeur américain de science politique, connu pour son livre intitulé Le Choc des civilisations paru en 1996.

## Biographie
Né en 1927 à New York, Samuel Huntington est un brillant étudiant diplômé de l'université Yale à dix-huit ans. Il commence sa carrière d'enseignant à vingt-trois ans à l'université Harvard, université où il travaille pendant cinquante-huit ans. Il ne cesse ses cours qu'en 2007. Il a aussi été membre du Conseil de sécurité nationale au sein de l’administration Carter. Il est auteur, coauteur ou éditeur de dix-sept ouvrages et de quatre-vingt-dix articles scientifiques traitant de sujets politiques divers : la politique américaine, la démocratisation, la politique militaire, la stratégie ou encore la politique de développement. En 1957, il écrit un livre sur l'armée, The Soldier and the State. Il explique que la profession militaire a pour objet le « management de la violence » ; elle échappe aux motivations économiques aussi bien qu'au patriotisme passager du soldat citoyen. Elle est faite de l'amour du métier et du souci constant de la grandeur de l'État et du bien-être de la société.
Ses livres les plus connus dans le monde francophone sont Le Choc des civilisations, traduit par ailleurs en trente-huit autres langues et objet de nombreuses controverses, et Qui sommes-nous ? Identité nationale et Choc des cultures. Des commentateurs ont reproché à Huntington de peindre un Occident assiégé par des civilisations hostiles alors que le monde est de plus en plus interdépendant. Les tenants des théories d'Huntington se sont sentis confortés dans leur crainte par les attentats du 11 septembre 2001. Ce à quoi l'auteur répond : « Les événements donnent une certaine validité à mes théories. Je préférerais qu'il en aille autrement ».

## Le Choc des civilisations
Le Choc des civilisations est issu d'un article, « The Clash of Civilizations? » publié à l'été 1993 par la revue Foreign Affairs et inspiré de l'ouvrage de Fernand Braudel, Grammaire des civilisations (publié en 1987, texte original de 1963), du concept du même nom utilisé par Bernard Lewis en 1957 et vraisemblablement aussi du chapitre sur la « question juive » de La Bureaucratisation du monde (1939) de Bruno Rizzi. Cet article a permis à Samuel Huntington d'accéder à la notoriété. Il l'a ensuite développé pour en faire un livre, traduit en France en 1997 aux éditions Odile Jacob. Les attentats du 11 septembre 2001 ont projeté sa vision géopolitique sur le devant de la scène et déclenché une controverse.
D'après lui, les relations internationales vont désormais s'inscrire dans un nouveau contexte. Dans un premier temps, les guerres avaient lieu entre les princes qui voulaient étendre leur pouvoir, puis elles ont eu lieu entre États-nations constitués, et ce jusqu'à la Première Guerre mondiale. Puis la révolution russe de 1917 a imposé un bouleversement sans précédent, en ce qu'elle a promu une idéologie. Ainsi, dès ce moment, les causes de conflits ont cessé d'être uniquement géopolitiques, liées à la conquête et au pouvoir, pour devenir idéologiques. Cette vision des relations internationales trouve son point d'aboutissement dans la guerre froide, celle-ci ayant institué l'affrontement de deux modèles de société. Cependant, la fin de la guerre froide marque un nouveau tournant dans les relations internationales.
Huntington considère qu'il faut désormais penser les conflits en termes non plus idéologiques mais culturels : « Dans ce monde nouveau, la source fondamentale et première de conflit ne sera ni idéologique ni économique. Les grandes divisions au sein de l'humanité et la source principale de conflit sont culturelles. Les États-nations resteront les acteurs les plus puissants sur la scène internationale, mais les conflits centraux de la politique globale opposeront des nations et des groupes relevant de civilisations différentes. Le choc des civilisations dominera la politique à l'échelle planétaire. Les lignes de fracture entre civilisations seront les lignes de front des batailles du futur. »

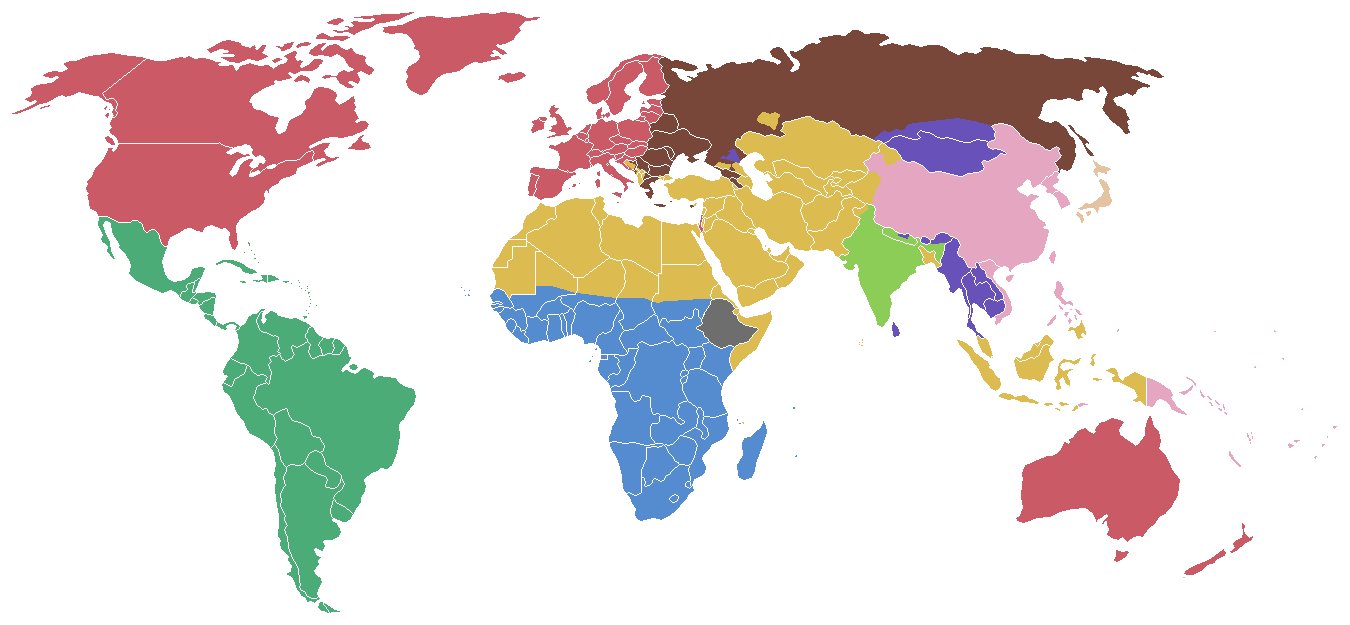
Carte des blocs civilisationnels selon Huntington.

En effet, les opinions publiques et les dirigeants seraient nettement plus enclins à soutenir ou à coopérer avec un pays, une organisation proche culturellement. Le monde se retrouverait alors bientôt confronté à un choc des civilisations, c’est-à-dire une concurrence plus ou moins pacifique, à des conflits plus ou moins larvés, tels ceux de la guerre froide, entre blocs civilisationnels. Huntington définit les civilisations par rapport à leur religion de référence (le christianisme, l'islam, le bouddhisme…), et leur culture. Il définit huit civilisations et potentiellement une neuvième (la civilisation boudhique, mais dont l'extinction en Inde et sa capacité à se fondre dans des modèles préexistants ne permettent pas d'en faire le socle d'une grande civilisation) : ce sont les civilisations occidentale (Europe de l'Ouest, Amérique du Nord, Australasie, etc.), latino-américaine, islamique, slavo-orthodoxe (autour de la Russie), hindoue, japonaise, confucéenne (sino-vietnamo-coréenne) et africaine.
En décryptant les prémices du choc des civilisations qu'il croit reconnaître dans des conflits locaux comme ceux des Balkans des années 1990, Samuel Huntington donne des lignes de conduite pour éviter les conflits majeurs. Ainsi il recommande aux puissances dominantes de chaque bloc un strict respect des zones d'influence. Ce qui signifie que les puissances majeures s'interdisent d'intervenir à l'extérieur de leur zone civilisationnelle.

## Qui sommes-nous? Le défi à l'identité nationale de l'Amérique
Dans son ouvrage Who Are We? The challenge to America's national identity (« Qui sommes-nous ? Le défi à l'identité nationale de l'Amérique » [États-Unis]), Huntington s'est intéressé aux fondements de l'identité, et plus particulièrement de l'identité nationale américaine, confrontée à une nouvelle vague d'immigration. Cet ouvrage a été perçu comme l'expression de l'anxiété des Blancs américains dans le contexte de l'expansion démographique des Hispaniques, en grande majorité métis, parlant l'espagnol et de culture latino-américaine, singulièrement différenciables du monde anglophone et occidental.

## Publications

### Traductions françaises
- Le Choc des civilisations, Paris, Odile Jacob, 1997.
- Qui sommes-nous ?, Paris, Odile Jacob, 2018.

### Publications originales
- (en) Soldier and the State: The Theory and Politics of Civil-Military Relations  (1957),
- (en) The Common Defense: Strategic Programs in National Politics  (1961),
- (en) Samuel Huntington, Political order in changing societies, New Haven, Conn. London, Yale University Press, 2006 (1re éd. 1968), 488 p. (ISBN 978-0-300-11620-5, lire en ligne).
- (en) The Crisis of Democracy: On the Governability of Democracies (avec Michel Crozier) New York University Press, 1975.
- (en) Samuel Huntington, American politics : the promise of disharmony, Cambridge, Mass, Belknap Press, 1981, 303 p. (ISBN 978-0-674-03021-3, lire en ligne).
- (en) Samuel Huntington, The Third Wave : Democratization in the Late Twentieth Century, Norman, University of Oklahoma Press, 1991, 366 p. (ISBN 978-0-8061-2516-9, lire en ligne).
- (en) Samuel Huntington, The Clash of Civilizations and the Remaking of World Order [« Le Choc des civilisations »], New Yor, Simon & Schuster, 1996, 368 p. (ISBN 978-1-4516-2897-5, présentation en ligne).
- (en) Samuel Huntington, Who Are We? : The Challenges to America's National Identity, New York, Simon & Schuster, 2005, 448 p. (ISBN 978-0-684-87054-0).
- American Politics: The Promise of Disharmony (1981),
- No Easy Choice: Political Participation in Developing Countries